# Zinda Laash
Zinda Laash (urdu زندہ لاش «Cadàver vivent») és una pel·lícula de terror pakistanesa en urdú de 1967 dirigida per Khwaja Sarfraz i protagonitzada per Asad Bukhari, Habib, Deeba, Rehan, Zareen Panna i Nasreen. L'argument de la pel·lícula pren en gran manera la pel·lícula britànica de Hammer Horror de 1958 Dràcula, així com de la novel·la de Bram Stoker de 1897  del mateix nom. És la primera pel·lícula de terror produïda al Pakistan, i també la primera a ser classificada X.
Zinda Laash es va estrenar internacionalment sota el títol The Living Corpse, i es va estrenar als Estats Units com a Dracula in Pakistan.

## Argument
El professor Tabini està experimentant amb un elixir que creu que conquistarà la mort. Quan ho prova amb ell mateix, però, mor. El seu assistent troba el seu cos i el porta a la planta baixa i a una cripta del soterrani. Ell s'aixeca de la tomba com un vampir i li mossega el coll.

## Repartiment
- Asad Bukhari com el doctor Aqil Harker[1]
- Habib com el germà d'Aqil
- Deeba com a Shabnam
- Rehan com el vampir
- Yasmin Shaukat com a Shirin
- Talish com a Doctor
- Cham Cham com el Ballarí
- Nasreen com la núvia vampir
- Rangeela noi al Nightclub
- Munawar Zareef noi a la discoteca

## Llançament
Zinda Laash es va estrenar als cinemes el 7 de juliol de 1967 i va ser una decepció a la taquilla.

### Projeccions de festivals
Zinda Laash té la distinció de ser la primera pel·lícula de terror que es projecta en dos grans festivals de cinema a l'estranger; el XXXVI Festival Internacional de Cinema Fantàstic de Catalunya a Espanya i el Festival Internacional de Cinema Fantàstic de Neuchâtel a Suïssa.

### Mitjans domèstics
El 2003, Zinda Laash va ser llançat en DVD pel segell Mondo Macabro. Aquest llançament inclou un comentari d'àudio d'Omar Khan i Pete Tombs, un making-of documental i "South Asian Cinema", un episodi del programa de televisió del Canal 4 Mondo Macabro.

## Recepció
En una revisió del 2004 de l'estrena en DVD de la pel·lícula, John Beifuss de The Commercial Appeal va anomenar la pel·lícula "probablement la troballa de l'any, per als aficionats al cinema de culte", escrivint: "Una fusió mental flexible del vampirisme a l'estil de Hammer amb els exòtics números de cançons i balls que són gairebé obligatoris per a les pel·lícules fetes al Pakistan i l'Índia, [Zinda Laash] és alhora una derivada i innovadora, camp i terrorífica."